# Michał Pilchowski
Michał Pilchowski (ur. ok. 1695 w Rydzewie k. Giżycka, zm. 14 października 1765 w Królewcu) – polski duchowny luterański, pedagog, tłumacz pism religijnych.
Uczył się w szkole staromiejskiej i 1715 rozpoczął studia na uniwersytecie w Królewcu. Od 1720 rektor tamtejszej polskiej szkoły parafialnej, 1729–1741 diakon (wikariusz), następnie proboszcz polskiego kościoła na Steindamm. Przetłumaczył z niemieckiego i opublikował katechizmy, podręczniki szkolne i literaturę religijną, niektóre wznawiane jeszcze w XIX wieku.